# Cerkev svetega Jerneja, Marne
Cerkev svetega Jerneja (italijansko Chiesa parrocchiale di san Bartolomeo) v Marne na Italija je pomemben romanski verski objekt. Zgrajena je bila v prvi polovici 12. stoletjav zgodnjeromanskem slogu.

## Gallery
- Krstilnik
- Apsida
- Apsida